# Steve Knight (Musiker)
Stephen Sanders „Steve“ Knight (* 12. Mai 1935 in New York City; † 19. Januar 2013 in Riverdale (New York)) war ein US-amerikanischer Rock- und Jazz-Musiker (Bass, Keyboard, Posaune, Tuba, auch Banjo, Gitarre, Piano).

## Leben und Wirken
Steve Knight graduierte an der Columbia University und spielte in den 1950er und 1960er Jahren in der Musikszene des New Yorker Stadtteils Greenwich Village, u. a. in der Rockgruppen Devil's Anvil und Wings. Bekannt wurde er schließlich als Keyboarder der von Leslie West und Felix Pappalardi gegründeten Rockgruppe Mountain, mit der er international auf Tour ging und auch auf dem Woodstock-Festival auftrat. Knight wirkte auch bei den Mountain-Alben Climbing!, Nantucket Sleighride, Flowers of Evil und The Road Goes Ever On mit. 
In den folgenden Jahren arbeitete er im Hauptberuf als Ingenieur; daneben mit der Red Onion Jazz Band und über zwanzig Jahre mit seiner Formation Taksim, mit der er zwei Alben einspielte. Im Bereich des Jazz wirkte Knight zwischen 1958 und 1978 bei 10 Aufnahmesessions mit.